# Zethuis
Zethuis is een gehucht in de gemeente Westerkwartier in het zuidwesten van de provincie Groningen. Het ligt iets ten noorden van het dorp Marum en ten zuidwesten van het dorp Noordwijk (Groningen). Het gehucht bestaat uit zo'n zeven huizen, allemaal gelegen aan de Zethuisterweg of Trimunterweg/Zwarte Reed. De naam is waarschijnlijk afgeleid van het woord 'zet', een ander woord voor stuw. Deze stuw werd bediend door een bewoner van het Zethuis om de hoeveelheid water die van de hoge venen van Opende en Noordwijk naar het Oud Diep stroomde te beheersen. Een andere verklaring is dat de naam afkomstig is van het woord 'zetboer', het huis van een zetboer (een boer die in opdracht van een eigenaar een boerenbedrijf uitoefent).
Direct ten westen van het gehucht ligt het natuurgebied de Jilt Dijksheide, het enige heideveld dat in het zuidelijk Westerkwartier is overgebleven. Ten oosten van het gehucht ligt het gebied Marumerlage. Dit gebied maakte deel uit van het oorspronkelijke stroomgebied van het Oud Diep tot het in cultuur gebracht werd en de functie van hooiland vervulde. In 2014 is het gebied drastisch op de schop gegaan en heeft het de functie van natuurgebied en retentiebekken voor het Oud Diep gekregen.